# Сергієнко Ірина Геннадіївна
Ірина Геннадіївна Сергієнко (нар. 17 листопада 1970, Зеленодольськ, Дніпропетровська область, Українська РСР, СРСР) — українська футболістка.

## Життєпис
Футбольну кар'єру розпочала в київському «Динамо». Учасниця першого розіграшу незалежного чемпіонату України серед команд Вищої ліги. У команді провела два сезони. У 1992 році оформила з командою «золотий дубль» (виграла чемпіонат та кубок країни). У складі київського клубу в чемпіонаті України зіграла 38 матчів та відзначилася 10-а голами. Після розформування «Динамо» перейшла до «Текстильника». У команді виступала з 1994 по 1998 рік (з перервою на сезон 1996 року). У футболці донецького колективу стала триразовою чемпіонкою України та дворазовою володаркою кубку України. У складі донецького колективу в чемпіонатах України зіграла 55 матчів та відзначилася 6-а голами. По завершенні сезону 1998 року залишила «Донеччанку».

## Досягнення
«Динамо» (Київ)
- Вища ліга чемпіонату України
  -  Чемпіон (1): 1992
  -  Срібний призер (1): 1993

- Кубок України
  -  Володар (1): 1992
  -  Фіналіст (2): 1993

«Донеччанка»
- Вища ліга чемпіонату України
  -  Чемпіон (3): 1994, 1995, 1998
  -  Бронзовий призер (1): 1997

- Кубок України
  -  Володар (2): 1994, 1998
  -  Фіналіст (2): 1995, 1997